# Picea omorika
Picea omorika, la pícea de Serbia (en serbio, Панчићева оморика, Pančićeva omorika) es una especie arbórea de conífera perteneciente a la familia Pinaceae. 

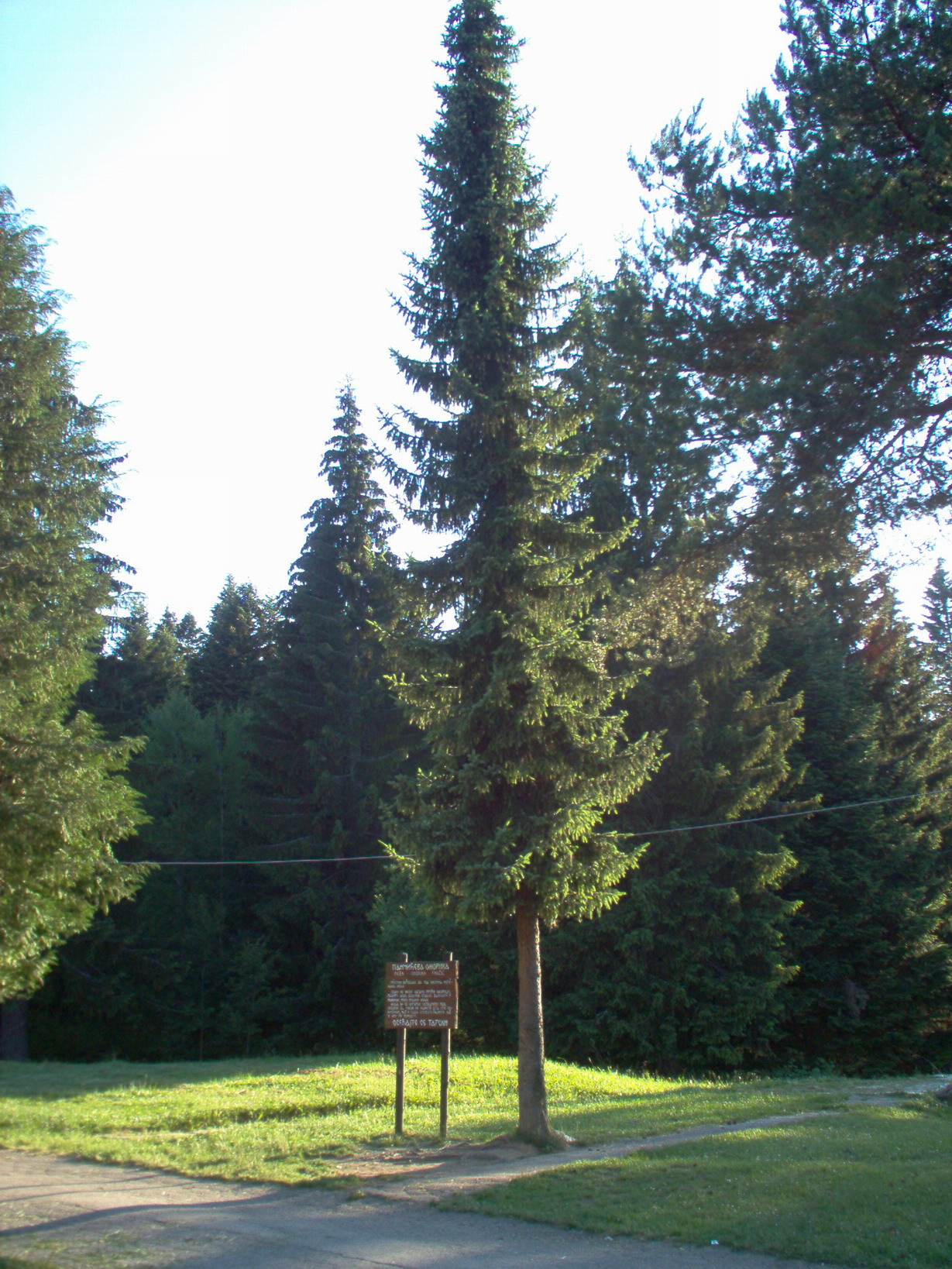
Pícea de Serbia en su ubicación originaria. Nótese la forma extremadamente estrecha de la zona alta.

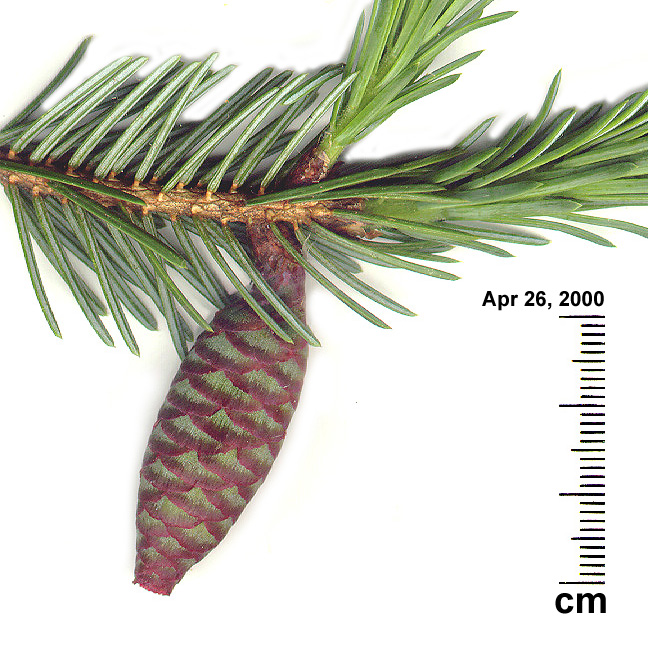
Conos

## Distribución y hábitat
Esta pícea es un endemismo del valle del río Drina en Serbia occidental y este de Bosnia y Herzegovina cerca de Višegrad, con un rango total de solo alrededor de 60 ha, entre los 800 y los 1.600 m s. n. m. de altitud. Se descubrió cerca del pueblo de Zaovine en el monte Tara en 1875, y fue bautizada por el botánico serbio Josif Pančić;

## Descripción
Es una conífera de tamaño medio, que crece hasta los 20–35 metros, excepcionalmente puede llegar a los 40 m, y con un diámetro en el tronco de hasta 1 m. Los brotes son cortos y pubescentes (pilosidad glandulosa). Las acículas tienen 10–20 mm de largo, con la haz de color verde azulado, y el envés de blanco azulado. Los estróbilos tienen de 4 a 7 cm de largo, fusiformes, color violeta oscuro, casi negro cuando están inmaduros y pardos en la madurez 5–7 meses después de la polinización.
Fuera de su ubicación original, la pícea de Serbia se usa en horticultura como un árbol ornamental en jardines grandes. 

## Taxonomía
Picea omorika fue descrita por (Pančić) Purk. y publicado en Oesterr. Monatschr. Forstwesen 27: 446. 1877.
Etimología
Picea; nombre genérico que es tomado directamente del Latín picea de picis = "pino"
omorika: epíteto
Sinonimia
- Abies omorika (Pancic) Nyman
- Picea omorika f. péndula Schwer.
- Pinus omorika Pancic[6]